# Neudorf (Lucerne)
Pour les articles homonymes, voir Neudorf.
Neudorf est une localité et une ancienne commune suisse du canton de Lucerne, située dans l'arrondissement électoral de Sursee.

Vue aérienne (1964)

## Histoire
La commune a été annexée par la commune de Beromünster le 1er janvier 2013.

## Monuments et curiosités
- L'église paroissiale Sainte-Agathe, édifiée en 1676-84, possède de riches ornementations. Un retable en pierre datant de 1633 avec une crucifixion de style Renaissance est visible dans l'ossuaire[1].
- Sur la colline de Gormund, église de pèlerinage de la Vierge-de-Compassion (Mariä Mitleiden) construite en 1612 sur un bâtiment plus ancien dont le chœur a été réutilisé. A l'intérieur, nombreuses peintures murales en trompe-l'oeil de la Renaissance tardive qui donnent l'impression d'être encore gothiques[2].
- Au pied de la colline de Gormund, maison du chapelain consistant en une construction en bois de 1627 qui s'inspire de la maison paysanne lucernoise traditionnelle[2].